# Klaus Thiele
Klaus Thiele, född den 21 januari 1958 i Potsdam, Tyskland, är en östtysk friidrottare inom kortdistanslöpning.
Han tog OS-silver på 4 x 400 meter stafett tillsammans med Andreas Knebel, Frank Schaffer och Volker Beck vid friidrottstävlingarna 1980 i Moskva.